# Уордхаф, Джимми
Джеймс Алекса́ндер Ду́глас Уо́рдхаф (англ. James Alexander Douglas Wardhaugh; 21 марта 1929, Берик-апон-Туид, Англия — 2 января 1978, Эдинбург, Шотландия), более известный как Джи́мми Уо́рдхаф (англ. Jimmy Wardhaugh) — шотландский футболист, нападающий. Наиболее известен по выступлениям за шотландский клуб «Харт оф Мидлотиан», является лучшим бомбардиром в его истории.

## Клубная карьера
Джимми Уордхаф родился в английском городе Берик-апон-Туид, детство провёл в Эдинбурге. Начал футбольную карьеру в 1946 году в местном клубе «Харт оф Мидлотиан». Он регулярно играл в своём первом сезоне, но пропустил бо́льшую часть сезона 1947/48 из-за прохождения военной службы в Вустершире.
9 октября 1948 года, после неудачного начала сезона 1948/49, тренер «Хартс» Дейви Маклейн впервые объединил Уордхафа в линии нападения с двумя другими молодыми игроками, Вилли Болдом и Алфи Конном. В результате «Хартс» победили команду «Ист Файф» со счётом 6:1, а тройка нападения стала в дальнейшем известна как «Страшное трио».
На протяжении следующих четырёх сезонов «Харт оф Мидлотиан», благодаря голам трио, регулярно входил в четвёрку лучших команд чемпионата Шотландии, но из-за слабой игры в обороне не сумел завоевать ни одного трофея. Уордхаф за это период забил 77 голов, и в 1952 году английский клуб «Ньюкасл Юнайтед» сделал предложение о покупке нападающего за 26 000 фунтов, которое «Хартс» принял. Стороны, однако, не смогли договориться об условиях перехода, и сделка не состоялась.
В сезоне 1953/54 Уордхаф впервые стал лучшим бомбардиром чемпионата Шотландии, при этом «Хартс», претендовавший на первое место, в итоге уступил его «Селтику». Но уже в начале следующего сезона Джимми выиграл свой первый трофей в составе эдинбургского клуба, став обладателем Кубка шотландской лиги.
В сезоне 1955/56 Уордхаф стал частью команды, которая выиграла Кубок Шотландии, победив в финале «Селтик» со счётом 3:1.
В сезоне 1957/58 «Хартс» всё же стал чемпионом Шотландии, при этом Уордхаф эффективно играл в составе новой тройки нападающих вместе с Джимми Мюрреем и Алексом Янгом. В 1958 году клуб выиграл ещё один Кубок лиги. После этого Уордхаф всё реже попадал в состав, и в ноябре 1959 года он перешёл в «Данфермлин Атлетик», где и завершил карьеру.

## Карьера в сборной
Уордхаф дважды вызывался в сборную Шотландии. Его дебют состоялся 8 декабря 1954 года против сборной Венгрии, известной на тот момент как «Золотая команда». Матч завершился поражением шотландцев со счётом 2:4. Второй (и последний) матч за сборную нападающий сыграл в 1956 году против сборной Северной Ирландии.
Также в 1957 году Уордхаф сыграл один матч за вторую сборную Шотландии против Англии.

### Матчи Уордхафа за сборную Шотландии
| Матчи Уордхафа за сборную Шотландии | Матчи Уордхафа за сборную Шотландии | Матчи Уордхафа за сборную Шотландии | Матчи Уордхафа за сборную Шотландии | Матчи Уордхафа за сборную Шотландии | Матчи Уордхафа за сборную Шотландии |
| ----------------------------------- | ----------------------------------- | ----------------------------------- | ----------------------------------- | ----------------------------------- | ----------------------------------- |
| №                                   | Дата                                | Соперник                            | Счёт                                | Голы Уордхафа                       | Соревнование                        |
| 1                                   | 8 декабря 1954                      | Венгрия                             | 2 : 4                               | -                                   | Товарищеский матч                   |
| 2                                   | 7 ноября 1956                       | Северная Ирландия                   | 1 : 0                               | -                                   | Чемпионат Британии 1956/57          |

Итого: 2 матча; 1 победа, 1 поражение.

## Достижения

### Командные достижения
«Харт оф Мидлотиан»
- Чемпион Шотландской лиги: 1957/58
- Обладатель Кубка Шотландии: 1955/56
- Обладатель Кубка шотландской лиги (2): 1954/55, 1958/59
- Обладатель Кубка Восточной Шотландии (3): 1953/54, 1954/55, 1955/56
- Итого: 7 трофеев

### Личные достижения
- Лучший бомбардир Шотландской лиги (3): 1954, 1956, 1958
- Лучший бомбардир в истории «Харт оф Мидлотиан»: 289 голов

## Статистика выступлений
| Клуб               | Сезон            | Лига | Лига | Национальные кубки | Национальные кубки | Национальные кубки | Национальные кубки | Еврокубки | Еврокубки | Прочие | Прочие | Итого | Итого |
| Клуб               | Сезон            | Лига | Лига | Кубок              | Кубок              | Кубок лиги         | Кубок лиги         | Еврокубки | Еврокубки | Прочие | Прочие | Итого | Итого |
| Клуб               | Сезон            | Игры | Голы | Игры               | Голы               | Игры               | Голы               | Игры      | Голы      | Игры   | Голы   | Игры  | Голы  |
| ------------------ | ---------------- | ---- | ---- | ------------------ | ------------------ | ------------------ | ------------------ | --------- | --------- | ------ | ------ | ----- | ----- |
| Харт оф Мидлотиан  | 1946/47          | 11   | 2    | 0                  | 0                  | 6                  | 0                  | -         | -         | 0      | 0      | 17    | 2     |
| Харт оф Мидлотиан  | 1947/48          | 1    | 0    | 0                  | 0                  | 0                  | 0                  | -         | -         | 0      | 0      | 1     | 0     |
| Харт оф Мидлотиан  | 1948/49          | 22   | 11   | 2                  | 3                  | 2                  | 0                  | -         | -         | 2      | 1      | 40    | 31    |
| Харт оф Мидлотиан  | 1949/50          | 30   | 20   | 3                  | 1                  | 6                  | 3                  | -         | -         | 1      | 2      | 40    | 26    |
| Харт оф Мидлотиан  | 1950/51          | 29   | 15   | 3                  | 2                  | 6                  | 6                  | -         | -         | 1      | 0      | 39    | 23    |
| Харт оф Мидлотиан  | 1951/52          | 19   | 14   | 5                  | 1                  | 6                  | 1                  | -         | -         | 4      | 2      | 34    | 18    |
| Харт оф Мидлотиан  | 1952/53          | 26   | 12   | 4                  | 1                  | 6                  | 1                  | -         | -         | 3      | 5      | 39    | 19    |
| Харт оф Мидлотиан  | 1953/54          | 28   | 27   | 3                  | 3                  | 6                  | 4                  | -         | -         | 4      | 4      | 41    | 38    |
| Харт оф Мидлотиан  | 1954/55          | 30   | 15   | 4                  | 4                  | 10                 | 8                  | -         | -         | 1      | 1      | 45    | 28    |
| Харт оф Мидлотиан  | 1955/56          | 32   | 30   | 6                  | 3                  | 7                  | 1                  | 0         | 0         | 1      | 2      | 46    | 36    |
| Харт оф Мидлотиан  | 1956/57          | 31   | 22   | 1                  | 0                  | 6                  | 7                  | 0         | 0         | 1      | 1      | 39    | 30    |
| Харт оф Мидлотиан  | 1957/58          | 30   | 28   | 3                  | 2                  | 6                  | 7                  | 0         | 0         | 0      | 0      | 39    | 37    |
| Харт оф Мидлотиан  | 1958/59          | 14   | 11   | 2                  | 1                  | 7                  | 2                  | 1         | 0         | 0      | 0      | 24    | 14    |
| Харт оф Мидлотиан  | 1959/60          | 0    | 0    | 0                  | 0                  | 4                  | 3                  | 0         | 0         | 0      | 0      | 4     | 3     |
| Харт оф Мидлотиан  | Итого            | 303  | 207  | 36                 | 21                 | 78                 | 43                 | 1         | 0         | 18     | 18     | 436   | 289   |
| Данфермлин Атлетик | 1959/60          | 10   | 4    | 0                  | 0                  | 0                  | 0                  | 0         | 0         | 1      | 0      | 11    | 4     |
| Данфермлин Атлетик | 1960/61          | 2    | 0    | 0                  | 0                  | 2                  | 0                  | 0         | 0         | 1      | 0      | 5     | 0     |
| Данфермлин Атлетик | Итого            | 12   | 4    | 0                  | 0                  | 2                  | 0                  | 0         | 0         | 2      | 0      | 16    | 4     |
| Всего за карьеру   | Всего за карьеру | 315  | 211  | 36                 | 21                 | 80                 | 43                 | 1         | 0         | 20     | 18     | 452   | 293   |

## Вне футбола
После завершения футбольной карьеры Уордхаф стал спортивным журналистом. В 1970-х годах работал в BBC, освещал спортивные события в прямом эфире.
Неожиданно скончался 2 января 1978 года в возрасте 48 лет, когда возвращался домой после очередного прямого эфира.